# Uncle Donald's Ants
Pour plus de détails, voir Fiche technique et Distribution.
Uncle Donald's Ants, Les fourmis en fuite ou encore Les fourmis de l'oncle Donald, est un dessin animé de la série des Donald produit par Walt Disney pour RKO Radio Pictures, sorti le 18 juillet 1952.

## Synopsis
En revenant des courses avec un sac de sucre percé, Donald croise une colonne de fourmi et s'amuse à donner à l'une d'entre elles un des cristaux sucre qu'il sème. Ce n'est qu'une fois chez lui qu'il réalise l'erreur qu'il vient de commettre...

## Fiche technique
- Titre original : Uncle Donald's Ants
- Série : Donald Duck
- Réalisateur : Jack Hannah
- Scénaristes : Al Bertino et Nick George
- Animateurs : Bill Justice et Volus Jones
- Effets visuels: Dan McManus
- Layout : Yale Gracey
- Background : Claude Coats
- Musique : Joseph Dubin
- Voix : Clarence Nash (Donald) et Pinto Colvig (les voix des fourmis)
- Producteur : Walt Disney
- Société de production : Walt Disney Productions
- Distributeur : RKO Pictures
- Date de sortie : 18 juillet 1952[1]
- Format d'image : couleur (Technicolor)
- Son : Mono (RCA Photophone)
- Durée : 6 min
- Langue : anglais
- Pays :  États-Unis

## Titre en différentes langues
D'après IMDb :
- Finlande : Aku-sedän muurahaiset et Akun muurahaisystävät
- Suède : Kalle Ankas ettermyror